# FIFA-Beachsoccer-Weltmeisterschaft 2005
Die FIFA-Beachsoccer-Weltmeisterschaft 2005 war die erste Austragung des Weltmeisterschaftsturnieres für Männer im Beachsoccer, das von der FIFA organisiert wird. Das Turnier fand vom 8. bis zum 15. Mai 2005 im Stadtteil Copacabana von Rio de Janeiro statt. Alle 20 Spiele wurden in einem Stadion ausgetragen.
Weltmeister wurde Frankreich, trainiert von Éric Cantona, vor Portugal, während der Gastgeber Brasilien den 3. Platz belegte.

## Teilnehmer
Für die Endrunde qualifizierten sich letztlich folgende 12 Nationalmannschaften aus den jeweiligen Kontinentalverbänden:
| 4 aus Europa                               | Frankreich  | Portugal       | Ukraine | Spanien |
| 3 aus Südamerika                           | Argentinien | Brasilien (GG) | Uruguay |         |
| 1 aus Nord-, Mittelamerika und der Karibik | USA         |                |         |         |
| 1 aus Afrika                               | Südafrika   |                |         |         |
| 2 aus Asien                                | Japan       | Thailand       |         |         |
| 1 aus Ozeanien                             | Australien  |                |         |         |

## Vorrunde

### Gruppe A
| Rang | Land      | Tore | Differenz | Punkte |
| ---- | --------- | ---- | --------- | ------ |
| 1    | Brasilien | 13:3 | + 10      | 6      |
| 2    | Spanien   | 5:5  | 0         | 3      |
| 3    | Thailand  | 3:13 | - 10      | 0      |

|           |   |          |     |
| Brasilien | – | Thailand | 9:2 |
| Spanien   | – | Thailand | 4:1 |
| Brasilien | – | Spanien  | 4:1 |

### Gruppe B
| Rang | Land     | Tore | Differenz | Punkte |
| ---- | -------- | ---- | --------- | ------ |
| 1    | Portugal | 13:3 | + 10      | 6      |
| 2    | Japan    | 3:6  | −3        | 3      |
| 3    | USA      | 5:12 | - 7       | 0      |

|          |   |       |     |
| Portugal | – | Japan | 4:0 |
| USA      | – | Japan | 2:3 |
| Portugal | – | USA   | 9:3 |

### Gruppe C
| Rang | Land      | Tore | Differenz | Punkte |
| ---- | --------- | ---- | --------- | ------ |
| 1    | Uruguay   | 12:7 | + 5       | 6      |
| 2    | Ukraine   | 12:6 | + 6       | 3      |
| 3    | Südafrika | 4:15 | - 11      | 0      |

|         |   |           |     |
| Uruguay | – | Südafrika | 7:3 |
| Ukraine | – | Südafrika | 8:1 |
| Uruguay | – | Ukraine   | 5:4 |

### Gruppe D
| Rang | Land        | Tore | Differenz | Punkte |
| ---- | ----------- | ---- | --------- | ------ |
| 1    | Frankreich  | 13:3 | + 10      | 6      |
| 2    | Argentinien | 5:9  | - 4       | 3      |
| 3    | Australien  | 2:8  | - 6       | 0      |

|             |   |             |     |
| Frankreich  | – | Australien  | 5:1 |
| Argentinien | – | Australien  | 3:1 |
| Frankreich  | – | Argentinien | 8:2 |

## Finalrunde

### Viertelfinale
|            |   |             |     |
| Brasilien  | – | Argentinien | 9:3 |
| Portugal   | – | Ukraine     | 5:3 |
| Uruguay    | – | Japan       | 3:4 |
| Frankreich | – | Spanien     | 7:4 |

### Halbfinale
|            |   |          |                |
| Brasilien  | – | Portugal | 6:6, 1:2 i. E. |
| Frankreich | – | Japan    | 4:1            |

### Spiel um Platz 3.
|       |   |           |      |
| Japan | – | Brasilien | 2:11 |

### Finale
|            |   |          |                |
| Frankreich | – | Portugal | 3:3, 1:0 i. E. |

## Auszeichnungen
- adidas Goldener Ball:  Madjer
- adidas Goldener Torschütze:  Madjer (12 Tore)
- FIFA Fairplay-Auszeichnung:  Japan